# بخش لیهه
بخش لیهه (به انگلیسی: Leh district) یک بخش در هند است که در جامو و کشمیر واقع شده‌است.